# التفسير الموضوعي (تواصل)
التفسير الموضوعي أو التأويل الموضوعي (بالإنجليزية: Thematic interpretation) هو نهج لتفسير التراث دعا إليه أصلاً الأستاذ الدكتور وليام جي لويس (جامعة فيرمونت) ووضعه بعد ذلك الأستاذ الدكتور سام إتش هام (جامعة إيداهو)[بحاجة لمصدر]. يعتمد المفسر في النهج الموضوعي على الموضوع الرئيسي (أي نقطة رئيسية أو رسالة) لتوجيه تطوير نشاط أو جهاز التواصل. خلال عرض النشاط أو الجهاز، يضع المفسر الموضوعي الموضوع بالطريقة التي سيكون فيها الموضوع له صلة كبيرة بجمهور ما. ووفقًا للدراسات، فإن عرض الموضوع ذي الصلة الوثيقة يزيد كثيرًا من احتمال نجاح المفسر في إثارة جمهوره للتفكير في القضايا المتصلة بالموضوع.
بدأ التفسير الموضوعي في أوائل السنوات العشر الأولى للألفية الثالثة وتم اعتماد النهج الموضوعي على نطاق واسع في حملات التواصل المقنع التي تهدف إلى التأثير على السلوكيات البيئية خاصة تلك المتعلقة باستهلاك الطاقة والمياه والسلامة المهنية وبرامج التواصل عند الخطر. وفي المجالات الأوسع للتنمية المستدامة والتواصل عند الخطر، كثيرًا ما يستخدم مصطلح التواصل الموضوعي (بدلاً من «التفسير») الموضوعي. فالنهجان مع ذلك متطابقان وكلاهما مرتبط إلى حد كبير بكتاب الدكتور هام التفسير البيئي (الصادر عام 1992)[بحاجة لمصدر].
يشمل الواقع اليومي وممارسة التفسير الموضوعي على التواصل القائم على الموضوع الذي ينتهجه علماء الطبيعة التفسيريون ومرشدو حدائق الحيوان والمتاحف والمرشدون السياحيون والمحاضرون وجوالو المتنزهات وغيرهم في المواقع الطبيعية والثقافية. يطلب من المفسرين العاديين عرض موضوع محتمل أن يكون معقدًا وصلفًا على جماهير متطوعين غير متخصصين (غالبًا ما يكونون من السياح) بطريقة مشوقة وجذابة. النهج الموضوعي يمكن أن يشتمل على أي طريقة تزيد من أهمية الموضوع المفَسَر للجمهور، على سبيل المثال، عمل المقارنات والتشبيهات والقصص التي تربط الأشياء غير المألوفة بأشياء يهتم بها الجمهور بالفعل.
قدم الدكتور هام رسميًا النهج الموضوعي للمرة الأولى في كتاب له عام 1992 حيث أوجز فيه الإطار ذا العناوين الأربعة الآتية "EROT" (الأحرف الأولى من كلمات «الممتع» و«ذو الصلة» و«المنظم» و«الموضوعي»). وركز الدكتور هام بشكل كبير على البحوث التواصلية المقنعة ثم أدخل تحسينات على الإطار ذي العناوين الأربعة في أوائل السنوات العشر الأولى من القرن الواحد والعشرين وأعاد تسميته ليصبح نموذج TORE للتفسير الموضوعي. عرض دكتور هام للنموذج الأكثر تفصيلاً لنموذج TORE في كتابه التفسير -- صناعة الفارق عن قصد الذي نشره الدكتور هام في عام 2013.
هناك تماثل واضح بين رأي الدكتور هام للتفسير الموضوعي وتلك الآراء للدكتور فريمان تيلدن الذي يعتبر بشكل موسع مؤسس مجال التفسير. التماثل الأكثر أهمية هو أن كلاً منهما يرى التفسير كعملية تهدف إلى إثارة الجماهير بإعمال فكرهم وبالتالي تطوير فهمهم الشخصي الخاص للعالم. ويعتبر هذا على النقيض من الرأي القائل بأن التفسير يرشد الجماهير أن تعرف أو تقبل فهم المفسر للأشياء.
يبدو أن كلًا من تيلدن وهام تأثرا بشدة بآراء منظري التعلم البنائي—ولاسيما هؤلاء مثل البَنَّاء المعرفي جان بياجيه والبَنَّاء الاجتماعي ليف فيجوتسكي. وفي سياق نظرية التعلم البنائي، رأى كل من بياجيه وفيجوتسكي بأن التعلم هو نتيجة للمعرفة التي يتم إنشاؤها داخل رأس المتعلم نفسه بدلاً من أن توضع هناك من قبل المعلم. دعا تيلدن وبعده هام لوجهة نظر مماثلة جدًا في مجال التفسير. ووفقًا لكليهما، فعندما يكون التفسير ذا صلة شديدة بجمهوره، فمن المرجح أن يعمق التفكير والإعداد.
شاعت شعبية النهج الموضوعي للتفسير في كتاب Environmental Interpretation (التفسير البيئي) (1992) من تأليف الدكتور سام إتش هام (جامعة أيداهو) والذي أصبح الكتاب القياسي قراءة لكثير من الطلاب في التفسير والإرشاد السياحي التفسيري. أُضيفت مساهمتان تأسيسيتان في مجال التفسير قبل كتاب الدكتور هام الأولى لفريمان تيلدن وكتابه Interpreting Our Heritage (تفسير تراثنا) (عام 1957)] والثانية للدكتور جرانت دبليو شارب (جامعة واشنطن) وعمله هو كتاب Interpreting the Environment (تفسير البيئة).
يشير التفسير الموضوعي أيضًا إلى حدث في بعض بطولات الخطابة التنافسية للمدارس الثانوية مثل جمعية خطابة مدرسة ولاية كاليفورنيا الثانوية وجمعية التواصل والطب الشرعي الوطني المسيحي. حيث يقدم «المتسابقون» العديد من «مقاطع» الأعمال المنشورة في موضوع مشترك والتي يمكن أن يكون القصد منها الدعابة و/أو الدراما. وينبغي أن لا يتعدى وقت الخطاب بأكمله، بما في ذلك المقدمة والمواضيع، عشر دقائق. يتم الحكم على المتسابقين على أساس ملاءمة اختياراتهم وتصويرهم للشخصيات. وهناك سمة أخرى محددة للتفسير الموضوعي وهي استخدام خط تماسك واحد كركيزة.